# Krzysztof Zanussi
Krzysztof Pius Zanussi (n. 17 iunie 1939, Varșovia, Polonia) este un producător, regizor de film și scenarist polonez. De asemenea, este membru al Asociației Scriitorilor din Polonia și din anul 2002, vicepreședinte al Centrului Național pentru Creativitate.

## Biografie
Zanussi a studiat fizica la Universitatea din Varșovia (Uniwersytet Warszawski) și filosofia la Universitatea Jagelloniană din Cracovia. A absolvit la Școala Națională de Film din Łódź în anul 1966. Este directorul studioului de film TOR și a primit numeroase premii, inclusiv premiul David di Donatello al Academiei cinematografiei italiene, Crucea Cavalerului (Ordinul Polonia Restituta) și distincția de Cavaler al Ordinului Artelor și Literelor.
Filmul său de absolvire Śmierć prowincjała (Moartea unui provincial) (1965) a câștigat premiul Ursul de Argint la Festivalul Internațional de Film de la Veneția. 
Între anii 1971-1983 a fost vicepreședinte al Asociației cineaștilor polonezi, iar din 1987, Zanussi este membru al Comitetului cinematografiei. Este autorul unor cărți de teorie de film, scenarii de film, eseuri, memorii.
A apărut în filmul Amator (1979), un film despre un cineast amator, regizat de Krzysztof Kieślowski. Filmul său Stan posiadania (1989), a intrat în cea de-a 16-a ediție la Festivalul Internațional de Film de la Moscova.  Filmul Życie jako śmiertelna choroba przenoszona drogą płciową (2000) a câștigat premiul Golden St. George la cea de-a 22-a ediție la Festivalul Internațional de Film de la Moscova și multe alte premii la Premiile Filmului Polonez, Festivalul de Film Polonez, Festivalul Internațional de Film de la Santa Barbara. În anul 2002, Zanussi câștigă cu filmul Suplement, mențiunea specială FIPRESCI, la cea de-a 24-a ediție la Festivalul Internațional de Film de la Moscova.
Între anii 1962-1964 Zanussi a fost înregistrat fără acordul său ca și colaborator comunist al organelor de securitate Służba Bezpieczeństwa, având numele de cod "Aktor" (Actorul). Deși a avut mai multe conversații cu ofițeri ai serviciului secret de securitate, Zanussi nu a acționat niciodată ca și colaborator.
În anul 2012 a primit un premiu pentru întreaga carieră la Festivalul Internațional de Film al Indiei care se ține în Goa.

## Filmografie

### Filme de scurt metraj studențești
- 1961 Holden
- 1961 Łapać złodzieja
- 1961 Parasol przy pogodzie
- 1961 Ułan i dziewczyna
- 1962 Samolot z Budapesztu
- 1963 Studenci
- 1964 Świadeka
- 1965 Śmierć prowincjała

### Filme de lung metraj
- 1967 Față în față (Twarzą w twarz)
- 1968 Zaliczenie
- 1969 Structura cristalului (Struktura kryształu)

- 1970 Góry o zmierzchu
- 1971 Die Rolle
- 1971 Viață de familie (Życie rodzinne)
- 1971 Dincolo de zid (Za ścianą)
- 1972 Hipoteza
- 1973 Iluminare (Iluminacja)
- 1975 Rătăcire (Bilans kwartalny)
- 1975 Die Nachtdienst
- 1976 Camunflaj (Barwy ochronne)
- 1977 Anatomie Stunde
- 1977 Haus der Frauen
- 1978 Spirala
- 1979 Drumuri în noapte (Wege in der Nacht) - film TV

- 1980 Constanță (Konstans)
- 1980 Kontrakt
- 1981 Versuchung
- 1981 Dintr-o țară îndepărtată (Da un paese lontano: Giovanni Paolo II)
- 1982 Imperativ (Imperative)
- 1984 Anul soarelui liniștit (Rok spokojnego słońca)
- 1985 Paradigma (Paradigma) - film TV
- 1988 Oriunde ești... (Wherever You Are...)
- 1989 Inventarul (Stan posiadania)

- 1990 Viață pentru viață (Życie za życie)
- 1990 Lunga conversație cu pasărea (Das lange Gespräch mit dem Vogel) - film TV
- 1991 Napoleon și Europa (Napoléon et l'Europe), miniserie, Zanussi a regizat episodul Maria Walewska
- 1991 Lyuk, film regizat îmreună cu regizorul Andrzej Czarnecki
- 1992 Atingerea mâinii (Dotknięcie ręk)
- 1996 În plin galop (Cwał)
- 1997 Frate al Dumnezeului nostru (Our God's Brother)

- 2000 Viața ca o boală incurabilă transmisă pe cale sexuală (Życie jako śmiertelna choroba przenoszona drogą płciową)
- 2002 Suplement
- 2005 Persona non grata
- 2007 Soarele negru (Il sole nero)
- 2008 Serce na dłoni
- 2009 Rewizyta

### Filme documentare
- 1966 Maria Dąbrowska
- 1966 Przemysł
- 1967 Komputery
- 1968 Krzysztof Penderecki
- 1977 Brigitte Horney
- 1979 Mein Krakau
- 1982 Capitali culturali - Vaticano
- 1987 La mia Varsavia
- 1987 Erloschene Zeiten
- 1987 Lied der toten Kinder
- 1990 Witlod Lutosławski in Conversation with Krzysztof Zanussi
- 1993 Spotkania domowe
- 1996 Do Not Be Afraid'. The Life and Teachings of Pope John Paul II

### Teatru de televiziune
- 1999 Skowronek
- 2002 Sesja castingowa
- 2008 Głosy wewnętrzne

## Teatru
- Zbor desupra unui cuib de cuci (1979), autor: Dale Wasserman, Teatr Stary din Cracovia
- Miłosierdzie płatne z góry  (1982), autori: Krzysztof Zanussi and Edward Żebrowski, Theatre Kleber-Meleau din Lausanne
- Rzeźnia (1982), autor: Sławomir Mrożek, Centrul de cercetare pentru teatru din Milano
- Gry kobiece (1986), autori: Krzysztof Zanussi and Edward Żebrowski, Teatrul Petit Odeon din Paris
- Juliusz Cezar (1986), autor: William Shakespeare, Teatrul din Roma
- Śmierć i dziewczyna (1993), autor: Ariel Dorfman, Teatr Nowy din Poznań
- Straszni rodzice (2002), autor: Jean Cocteau, Eliseo Theatre din Roma
- Romulus Wielki (2008), autor: Friedrich Dürrenmatt, Teatr Polonia din Varșovia

## Scrieri
- Rozmowy o filmie amatorskim (1978)
- Spór o PRL (1996)
- Pora Umierać (1997)
- Między jarmarkiem a salonem (1999)

## Legături externe
- Krzysztof Zanussi la Internet Movie Database
- Krzysztof Zanussi pe culture.pl Arhivat în 26 noiembrie 2012, la Wayback Machine.